# Народно военно въздушно техническо училище
Народно военно въздушно техническо училище „Васил Коларов“ е българско военноучебно заведение съществувало в периода 1924 – 1960 г.

## История
Училището е формирано на основание заповед по Дирекцията на въздухоплаването №88 от 1 октомври 1924 година и е с местостоянка на летище Божурище. До формирането му като самостоятелно учебно заведение е било под ведомството на Дирекцията по въздухоплаването. На 30 ноември 1926 г. е дислоцирано в Казанлък. За пръв началник на училището е назначен майор Марко Първанов, след което през 1927 г. то се поема от капитан Георги Попвасилев. През пролетта на 1939 г. за командир на Въздушния учебен полк е назначен майор Георги Дреников. На 30 октомври 1945 г. е преименувано на Подофицерско въздушно училище от Въздушните учебни части, като от 3 ноември 1947 г. заповедите се издават от Ловеч. През 1950 г. е преименувано на Народно военно въздушно техническо училище „Васил Коларов“. В изпълнение на плана за предислокацията на частите и устна заповед на командването на ВВС, училището е пребазирано в Горна Оряховица. Училището е разформирано в изпълнение на разпореждане № 00751 от 17 август 1960 г. на Началник-щаба на ПВО и ВВС, считано от 30 септември 1960 година.

## Наименования
През годините училището носи различни имена според претърпените реорганизации:
- Авиационно училище (1 октомври 1924 – 1930 г.)
- Учебен орляк (1930 – 1938 г.)
- Въздухоплавателни школи от въздушните войски (1938 г.)
- Въздушни школи (1939 г.)
- Въздушен учебен полк (1939 – 30 октомври 1945 г.)
- Подофицерско въздушно училище от въздушните учебни части (30 октомври 1945 – 1950 г.)
- Народно военно въздушно техническо училище „Васил Коларов“ (1950 – 30 септември 1960 г.)

## Началници
- Капитан Марко Първанов (1924 – 1927 г.), началник на Авиационното училище
- Капитан Георги Попвасилев (от 1927 г.), началник на Авиационното училище
- Майор (подполковник от 6 май 1936) Константин Узунски (1933 – 1937 г.), командир на Учебния орляк
- Майор (подполковник от 6 май 1939) Георги Дреников (пролетта на 1939 – 1943 г.), командир на Въздушния учебен полк